# Детурк, Деннис
Деннис Детурк — американский математик. Наиболее известен благодаря так называемому «трюку Детурка», позволившему упростить доказательство существования потока Риччи.

## Биография
Закончил в 1976 году Университет Дрекселя со степенью бакалавра.
Защитил диссертацию в 1980 году в Университете Пенсильвании под руководством Джерри Каждана.
По состоянию на середину 2010-х годов — профессор математики в университете штата Пенсильвания.

## Научный вклад
- Трюк Детурка — позволяет упростить доказательство существования потока Риччи. Поток Риччи не является параболическим уравнением, Детурк нашёл параболическое уравнение, решения которого изометричны решению потока Риччи. Таким образом свёл вопрос существования потока Риччи к уже известному вопросу о параболических уравнениях.
- Совместно с Джерри Кажданом, передоказал результат полученный ранее Шефелем о том, что гармонические координаты дают атлас наивысшей степени гладкости для данного риманова многообразия[4][5].

## Признание
- В 2002 году был удостоен премии Хаймо[англ.] Математической ассоциации Америки за преподавание[6].
- В январе 2012 года разделил премию Шовенэ[англ.] с тремя соавторами[7][8].
- В 2012 году стал действительным членом Американского математического общества[9].

## Избранные публикации
- Dennis M. DeTurck, Existence of metrics with prescribed Ricci curvature: local theory. Invent. Math. 65 (1981/82), no. 1, 179—207.
- Dennis M. DeTurck, Deforming metrics in the direction of their Ricci tensors. J. Differential Geom. 18 (1983), no. 1, 157—162.